# جمال المعايطة
جمال المعايطة لاعب كرة سلة أردني، يلعب في صفوف نادي زين الأردني، والمنتخب الأردني لكرة السلة. ولد يوم 24 فبراير 1981 في ألتدوبرن في ألمانيا.

## روابط خارجية
- جمال المعايطة على موقع الاتحاد الدولي لكرة السلة (الإنجليزية)
- جمال المعايطة على موقع كرة السلة الأوروبية.كوم (الإنجليزية)
- جمال المعايطة على موقع كلية كرة السلة في سبورتس رفرنس.كوم (الإنجليزية)
- جمال المعايطة على موقع ريلجم (الإنجليزية)